# چشم‌انداز فرهنگی
چشم‌انداز فرهنگی

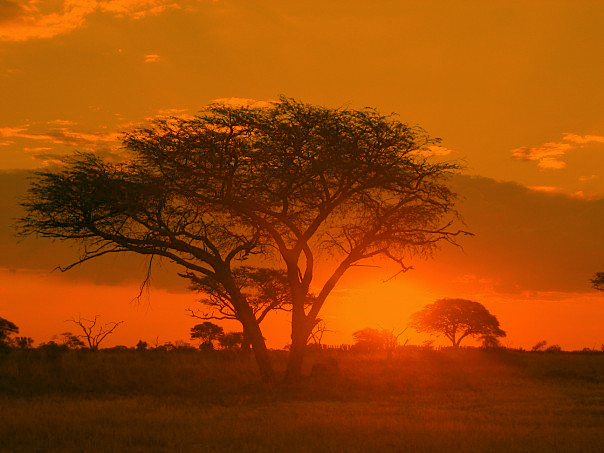
پارک ملی ماتوبو در زیمبابوه

یا منظر فرهنگی (به انگلیسی: Cultural landscape) بر پایه تعریف میراث جهانی یونسکو به یک منطقه جغرافیایی گفته می‌شود که چشم‌انداز آن حاصل کار مشترک طبیعت و انسان باشد. رابطه طولانی میان بشر و محیط زیست وی، موجب تعامل فرهنگی نزدیکی میان این دو بوده و به منظور حفظ تنوع و گوناگونی این تعامل، مناظر فرهنگی به عنوان میراث جهانی ثبت می‌شوند. تا کنون ۶۶ منظر فرهنگی جهانی در یونسکو به ثبت رسیده است.

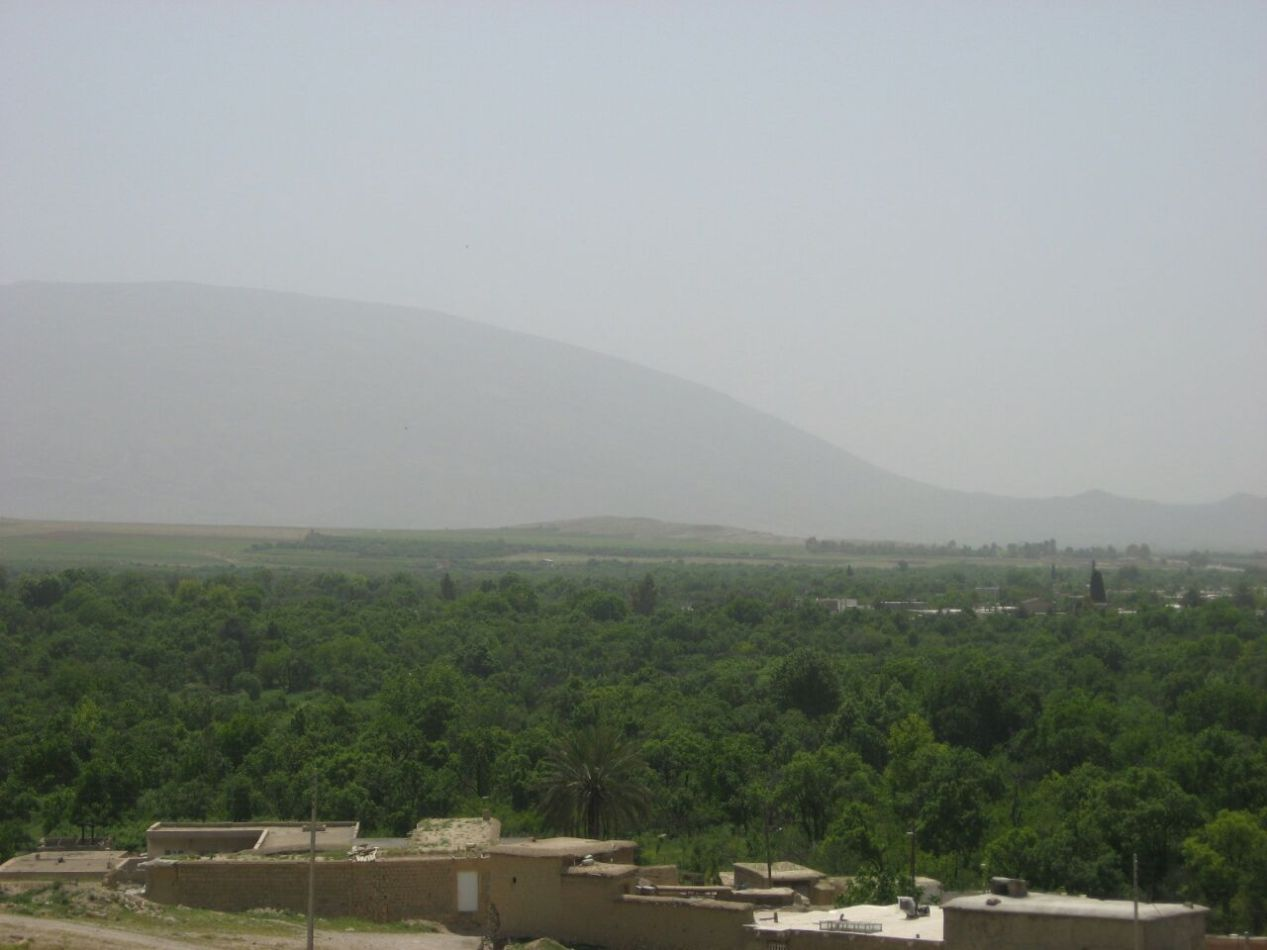
میمند در استان کرمان

## گروه‌های چشم‌انداز فرهنگی
چشم‌انداز فرهنگی به‌طور عمده به سه گروه اصلی زیر دسته‌بندی می‌شوند.
- آثاری که تماماً و عامدانه به شکل امروزین به دست بشر ساخته شده‌اند.
- آثاری که در اثر یک نیاز اولیه ایجاد شده و در طول زمان به شکل فعلی درآمده‌اند.
- آثاری طبیعی که به دلیل وجود یک ویژگی مذهبی یا هنری برای بشر ارزش فرهنگی خاصی یافته‌اند.

## چشم‌اندازهای فرهنگی ایران
تاکنون سه چشم‌انداز فرهنگی «ارگ بم و چشم‌انداز فرهنگی آن»، «چشم‌انداز فرهنگی میمند» و «چشم‌انداز فرهنگی اورامان» و نیز چشم‌انداز باستان‌شناسی ساسانی منطقه فارس از ایران در فهرست میراث جهانی یونسکو به ثبت رسیده است.

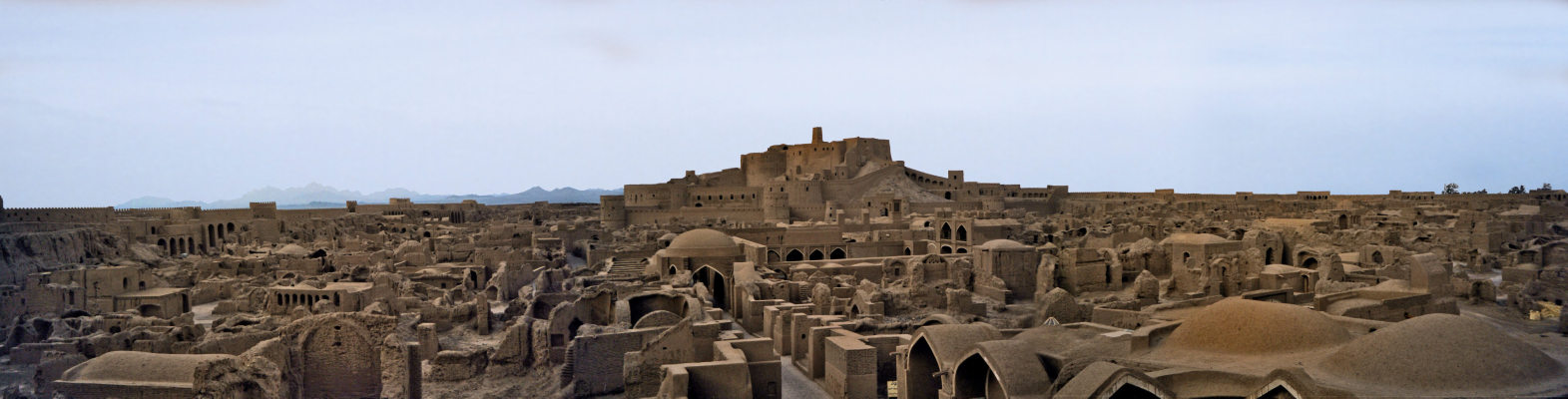
ارگ بم، بزرگ‌ترین مجموعهٔ خشت و گلی جهان